# Pharaonen-Ziegenmelker
Der Pharaonen-Ziegenmelker (Caprimulgus aegyptius), auch Pharaonen-Nachtschwalbe oder Ägyptischer Ziegenmelker genannt ist ein 25 Zentimeter großer Vertreter aus der Familie der Nachtschwalben.

## Aussehen
Diese Vögel haben ein sehr helles sandfarbenes Gefieder. Der Bauch und die Kehle sind weiß. Der Schnabel mit langen, borstigen Federn und die Beine sind schwarz. Die Flügel sind zum Ende hin schwarz gefärbt und der Schwanz ist mit schwarzen kleineren Stellen versehen. Die Gefiederfarbe dient den Vögeln als Tarnung vor Fressfeinden. Der einzige Unterschied zwischen den Geschlechtern sind die beim Männchen sandfarbenen Schwanzfedern.

## Verbreitung und  Lebensweise

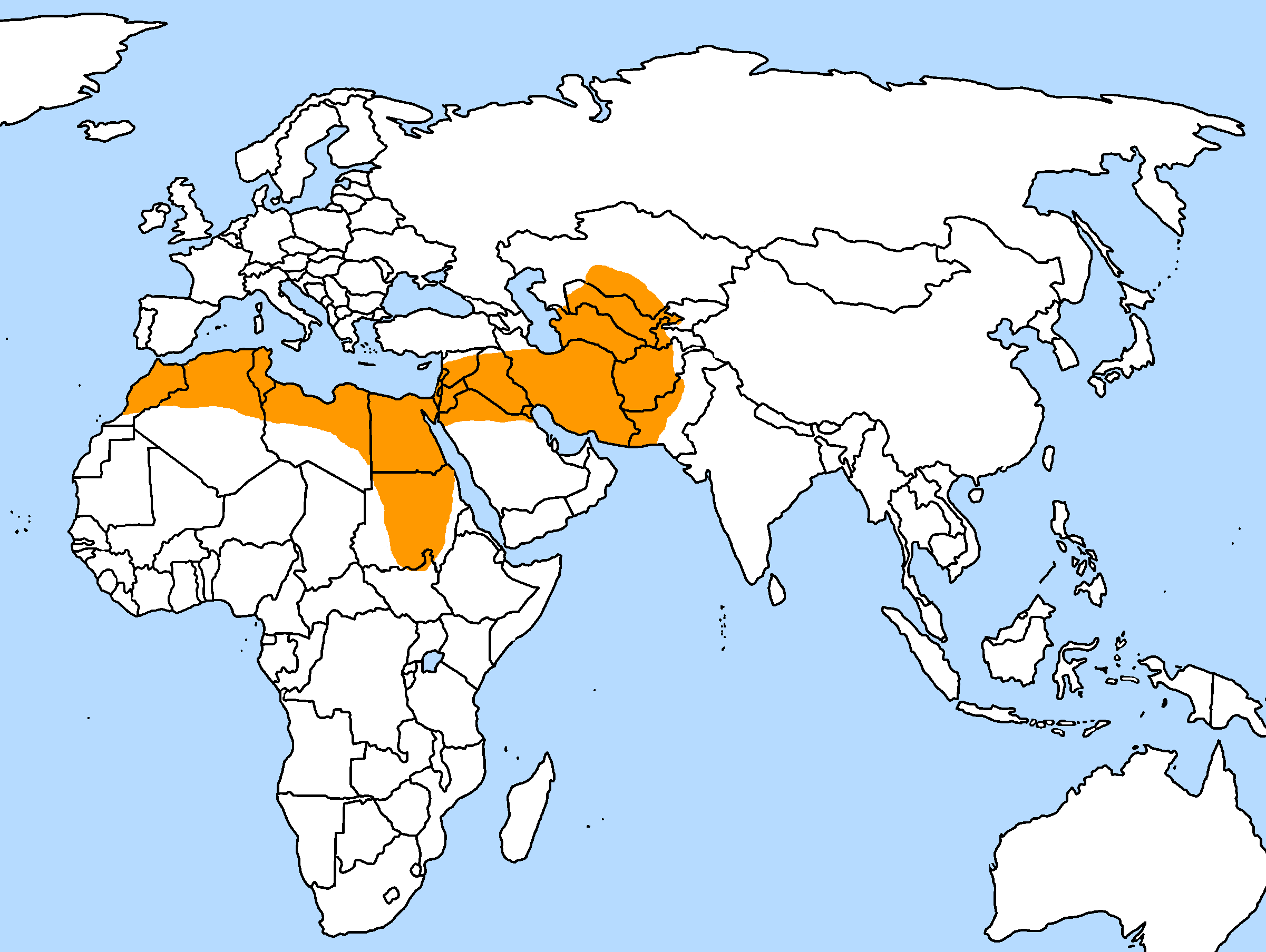
Verbreitungskarte des Pharaonen-Ziegenmelkers

Diese Art kommt in Nordafrika, dort vor allem in Ägypten sowie in Südwestasien vor. Außerhalb der Brutzeit ist er auch im Sudan und in Zentralafrika anzutreffen. Dort ist er meist in der Nähe von Waldrändern anzutreffen. Daneben hält sich der Pharaonen-Ziegenmelker in der Nähe von großen Kamel-, Pferde-, Ziegen- oder Schafsherden bei menschlichen Siedlungen auf. Dort sucht er nach Insekten, die er im Flug erbeutet. Seine langen, borstenartigen Federn am Schnabel dienen ihm als Fanghilfe für Insekten. Diese nachtaktiven Tiere halten sich während des heißen Tags meist unter Sträuchern oder Steinen verborgen. Die Lebenserwartung beträgt ca. 6 Jahre.

## Fortpflanzung

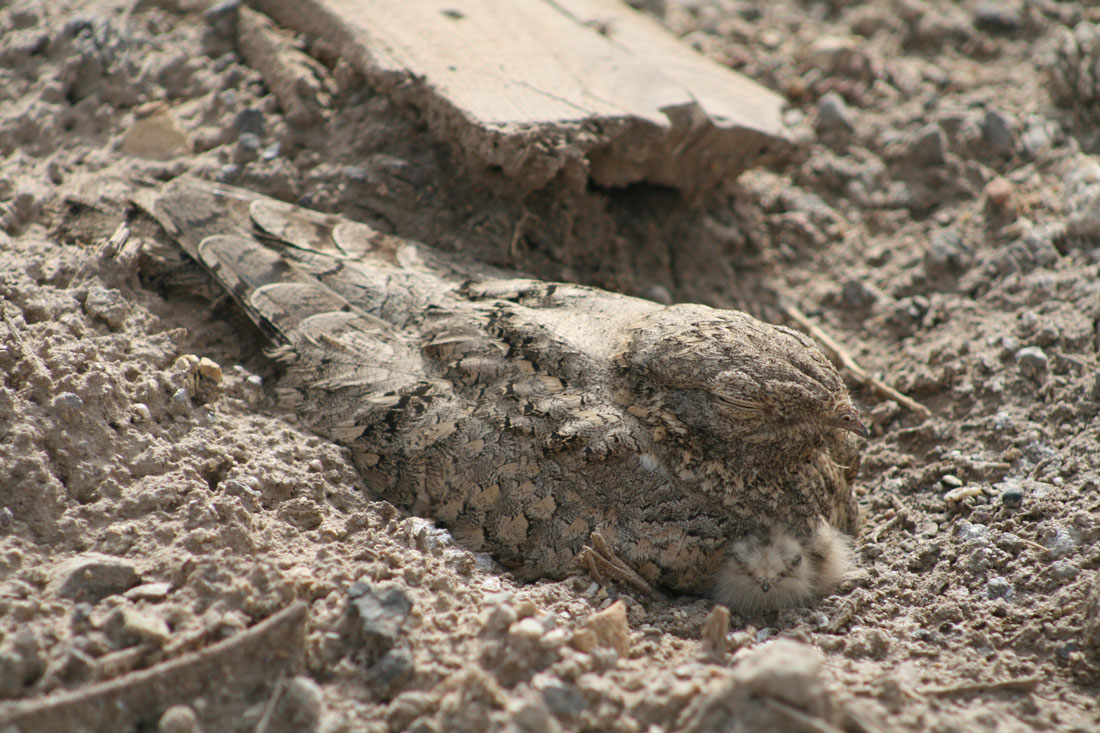
Junger Pharaonen-Ziegenmelker

In der Balzzeit vollführt das Männchen einen sehr akrobatischen Flug, bei dem es seine Flügel aneinander klatscht. Dazu stößt es einen kre-kre-kre- oder ähnlich klingenden Ruf aus. In das Nest, nur eine flache Bodenmulde, legt das Weibchen 2 rosa, grau und rotbraun gefleckte Eier. Das Brutgeschäft übernimmt das Weibchen meist ganz allein. Nur während der kurzen Zeit der Nahrungssuche wird es vom Männchen abgelöst. Nach 16–18 Tagen schlüpfen die Jungen. Beide Elterntiere vorsorgen die Jungen mit Insekten. Wenn ihr Nachwuchs von Fressfeinden bedroht wird, vollführen die Elterntiere einen aufsehenerregenden, mehrfachen Sturzflug, um Feinde vom Nest wegzulocken. Im Alter von 19 Tagen verlassen die Jungen mit einem zur Tarnung gepunkteten Gefieder das Nest. Sie werden aber noch bis zu zwei weitere Wochen von den Eltern mit Futter versorgt.

## Gefährdung und Schutzmaßnahmen
Obwohl die Individuenanzahl dieser Art abnimmt, ist sie noch sehr zahlreich und weit verbreitet. Daher wird sie von der IUCN noch als „nicht gefährdet“ (least concern) eingestuft.